# Danski-Riksmal jezici
Danski-riksmal jezici (Danski jezici), jedan od tri ogranaka istočnoskandinavskih ili danskošvedskih jezika koji se sastoji od danskog ogranka koji obuhvaća svega dva živa jezika, to su danski [dan], s preko 5.500.000 govornika i jutski [jut] čiji broj govornika nije poznat. Oba jezika govore se u Danskoj.

## Vanjske poveznice
- Ethnologue (14th)
- Ethnologue (15th)